# Middlesex

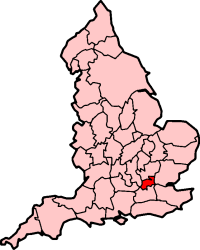
O histórico condado de Middlesex dentro da Inglaterra

Middlesex é o segundo menor dos 39 condados históricos da Inglaterra; a maior parte mais tarde tornou-se parte de Grande Londres. O nome middle Saxons refere-se a origem dos seus habitantes.

## História
Quando foi introduzido o conselho de condados na Inglaterra em 1889, parte deste condado foi anexado ao Condado de Londres. A capital foi Brentford.  Em 1965, a maior parte de este condado passou a fazer parte da  grande Londres e ficou dividido entre os boroughs de Barnet, Brent, Ealing, Enfield, Haringey, Harrow, Hillingdon, Hounslow e Richmond upon Thames.  Houve três excepções: Staines e Sunbury-on-Thames ido a Surrey, e Potters Bar ido a Hertfordshire.